# Pouteria cladantha
Pouteria cladantha är en tvåhjärtbladig växtart som beskrevs av Noel Yvri Sandwith. Pouteria cladantha ingår i släktet Pouteria och familjen Sapotaceae. Inga underarter finns listade i Catalogue of Life.